# (523671) 2013 FZ27
2013 FZ27 — крупный транснептуновый объект в поясе Койпера, открытый 16 марта 2013 года Скоттом Шеппардом и Чедвиком Трухильо в обсерватории Серро-Тололо. Об открытии объявлено 2 апреля 2014 года. Также объект был обнаружен на снимке, полученном 21 февраля 2013 года в обсерватории Pan-STARRS. Как и 2012 VP113 и (532037) Шиминигагуа объект был открыт случайно, при поисках тёмной энергии. Видимая звёздная величина — 21,1m.

## Орбита
Сейчас 2013 FZ27 находится на расстоянии 49 а. е. от Солнца. В 2090 году объект пройдёт перигелий (38 а. е.). В афелии объект удаляется на 58,9 а. е. от Солнца. Наклонение орбиты — 14°.

## Физические характеристики
При альбедо 10 % диаметр объекта будет равен 595 км, при альбедо 15 % — 450 км. Это позволяет отнести его к кандидатам в карликовые планеты.